# Бойзенова ягода
Бойзенова ягода (англ. boysenberry) — гибрид малины (Rubus idaeus), ежевики (Rubus fruticosus) и логановой ягоды (лат. Rubus ×loganobaccus). Встречаются также названия ежемалина, бойсен-ягода, бойсенова ягода, бойсен бери, бойзен берри.
Бойзенова ягода была выведена в 1923 году калифорнийским фермером Рудольфом Бойзеном. Бойзенова ягода в промышленных объёмах выращивается в Новой Зеландии, Чили, Австралии.
Бойзенова ягода имеет характерный малиново-ежевичный аромат, сладкий вкус, тёмно-вишнёвый цвет, крупные плоды — средний вес одной ягоды составляет 8,5 г.

## Использование
- ароматизация мороженого;
- изготовление соусов;
- ягодное пюре (к мясным блюдам);
- сладкие пироги;
- джемы;
- желе.

Масло бойзеновой ягоды успешно применяют в косметологии при изготовлении косметических кремов, сливок, лосьонов.